# パトリック・デュエル
パトリック・ダレン・デュエル（Patrick Darren Deuel、1962年3月28日 - 2016年4月29日）は、世界で最も体重が重かった人物の一人として知られるアメリカ人。チャンネル4のBodyShockシリーズでドキュメンタリー「Half Ton Man」の題材となった。ドキュメンタリーの中で、ロザリー・ブラッドフォードは349kgという記録的な減量を達成した後、アドバイスをしている。

## 生い立ち
パトリック・デュエルは1962年3月28日、ネブラスカ州グランドアイランドでジェームズ・W・デュエルとベティ・ジーン・オッテの子供として生まれた。デュエルはボーイスカウトで、1976年にイーグル・スカウト賞を受賞し、3本のイーグル・パームを手にした。 トリニティ・ルーテル・スクールとウォルナット中学校を経て、1980年にグランド・アイランド高校を卒業。
高校卒業後、デュエルはヘイスティングス・カレッジで1学期学んだ。その後、ネブラスカ大学リンカーン校に進学。レストランのマネージャーになった。

## 肥満
一時、デュエルは（バレンタインから）自宅から5年間出ていなかった。身長は180.34cm、ピーク時の体重は486kg。あまりの大きさに、自宅から運び出すには家の半分を壊さなければならなかった。サウスダコタ州スーフォールズの病院へは、デンバーから出動した幅の広いドアとスロープとウィンチシステムを備えた救急車で運ばれた。病的な肥満であるにもかかわらず、ジャンクフードから摂取したカロリーが多かったため、デュエルは栄養失調でもあった。しかし、入院後に受けた胃バイパス手術のおかげで、デュエルは250kg以上の減量に成功した。